# NGC 3507
NGC 3507 (również PGC 33390 lub UGC 6123) – galaktyka spiralna z poprzeczką (SBb), znajdująca się w gwiazdozbiorze Lwa. Odkrył ją William Herschel 14 marca 1784 roku.